# Дивља коза
Дивља или безоарска коза (лат. Capra aegagrus) је сисар из породице шупљорожаца (Bovidae). 

## Распрострањење
Ареал безоарске козе обухвата већи број држава.  Врста је присутна у следећим државама: Русија, Турска, Пакистан, Иран, Јерменија, Азербејџан, Грузија и Туркменистан. Изумрла је у Јордану, Либану и Сирији. Присуство је несигурно у Авганистану и Ираку.

## Станиште
Станишта врсте су шуме, планине, брдовити предели, језера и језерски екосистеми, речни екосистеми и пустиње. Врста је по висини распрострањена до 3.250 метара надморске висине. 

## Угроженост
Ова врста се сматра рањивом у погледу угрожености врсте од изумирања.